# Pieter Post
Pieter Jansz Post, né en 1608 à Haarlem aux Pays-Bas et mort le 8 mai 1669 à La Haye dans le même pays, est un architecte, peintre, graveur et imprimeur néerlandais.

## Biographie
Pieter Post est issu d'une famille d'artistes. Son père est peintre sur verre et il est le frère aîné du peintre Frans Post.
Son style est représentatif du classicisme néerlandais caractérisé par un style baroque empreint de sobriété en vogue pendant le XVIIe siècle. Il travaille sur de nombreux projets en association avec l'architecte Jacob van Campen, dont on peut citer le projet phare de leur collaboration, à savoir la conception et la réalisation de l'actuel musée Mauritshuiset du palais royal Huis ten Bosch à La Haye. Il est l'auteur de l'hôtel de ville de Maastricht, des poids public de Leyde et de Gouda
La fille de Pieter Post épouse l'anatomiste et collectionneur Frederik Ruysch et sa petite fille Rachel Ruysch devient peintre.

## Œuvres
1. Travaux de Peinture :
  - 1631  : L'Embuscade d'un convoi de l'Armée, 1631, La Haye Mauritshuis
2. Prestations d'Architecte
  - 1642 : Maison Dedel, (en néerlandais : Huis Dedel), La Haye
  - 1643 : Maison au 4 rue Prinsessegract, (en néerlandais : Huis Prinsessegracht 4), La Haye
  - 1645-1650 : Huis ten Bosch[2], La Haye
  - 1645-1648 : Gemeenlandshuis Zwanenburg, Halfweg
  - 1649-1653 : maison De Onbeschaamde, (en néerlandais : Huis De Onbeschaamde)[3], Dordrecht
  - 1650 : Salle de réunion de la Première Chambre des États généraux des Pays-bas, Binnenhof, La Haye
  - 1652-1657 : bâtiment de l'État de Hollande, (en néerlandais : Gebouw van de Staten van Holland), La Haye
  - 1655 : maison de Johan de Witt, (en néerlandais : Johan de Witt Huis), La Haye
  - 1657-1658 : le Poids public, (en néerlandais : De Waag)[4], Leyde
  - 1659-1685 : l'hôtel de ville, (en néerlandais : Stadhuis), Maastricht

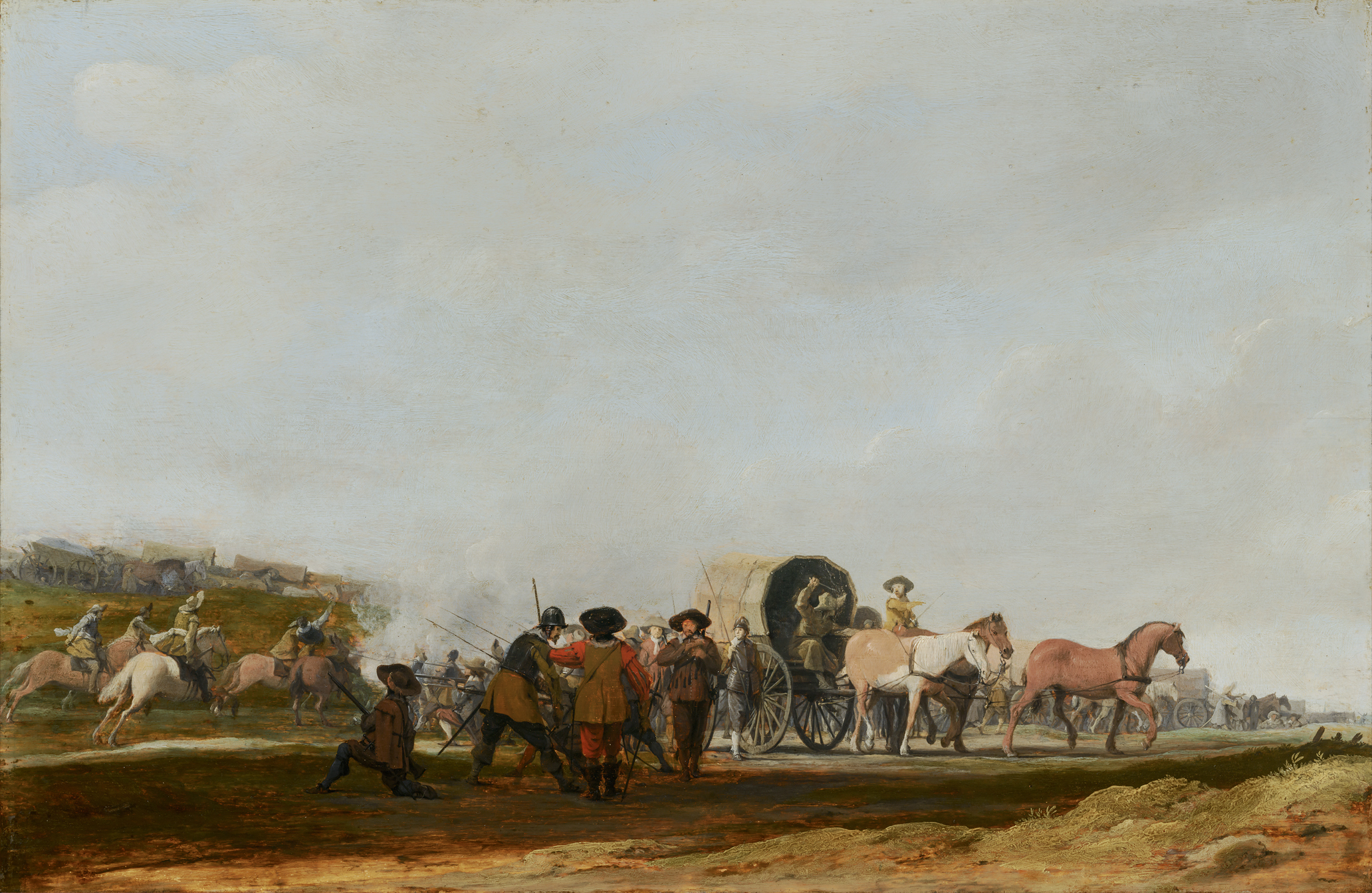
L'Embuscade d'un Convoi de l'Armée, 1631 - La Haye Mauritshuis

- -     - 1659-1662 : La Poudrière, (en néerlandais : Kruithuis), Delft1660 : Hofje van Nieuwkoop, La Haye
    - 1661-1662 : la tour de l'église Saint-Lambert (en néerlandais : Torendeel van Lambertuskerk), Buren (Gueldre)
    - 1662-1665 : Le château de Heeze, (en néerlandais : Kasteel Heeze)[5], Heeze
    - 1662-1680 : l'église Hervormde, (en néerlandais : Hervormde Kerk), Bennebroek
    - 1663 : l'église de Stompetoren, (en néerlandais : Kerk van Stompetoren)
    - 1668 : Le poids public pour le fromage, (en néerlandais : Kaaswaag), Gouda

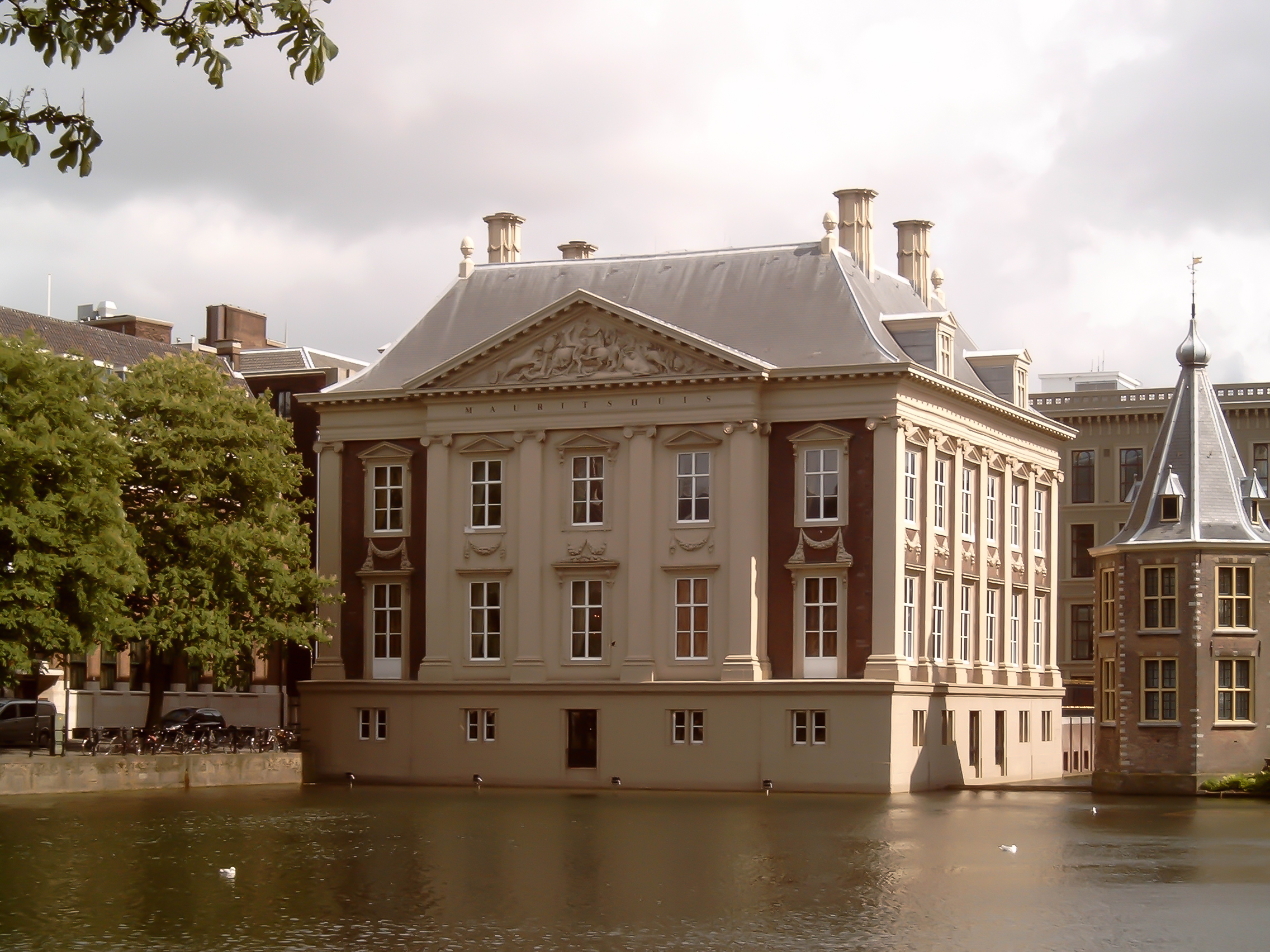
La Mauritshuis (en collaboration avec Jacob van Campen).
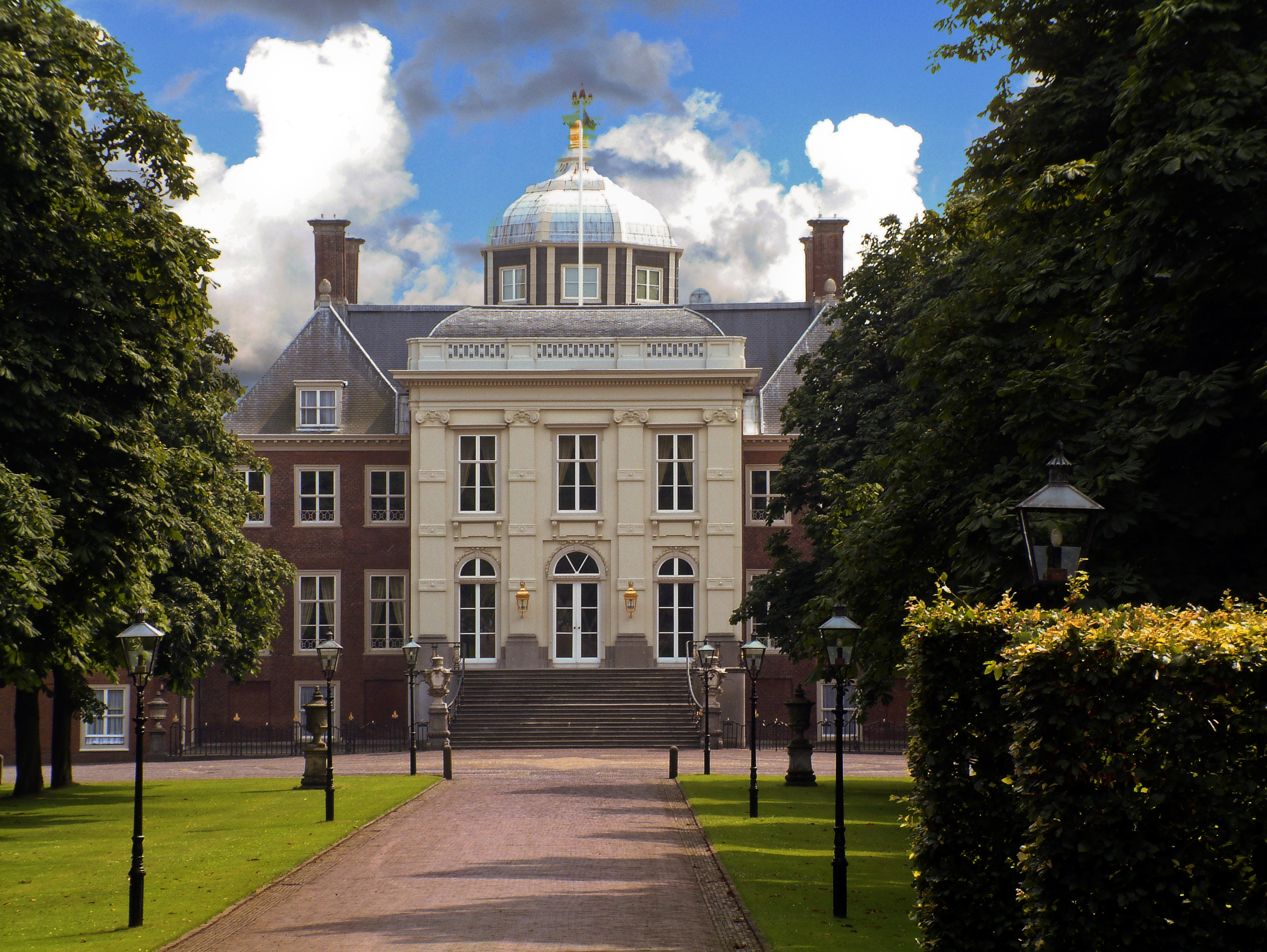
Huis ten Bosch.
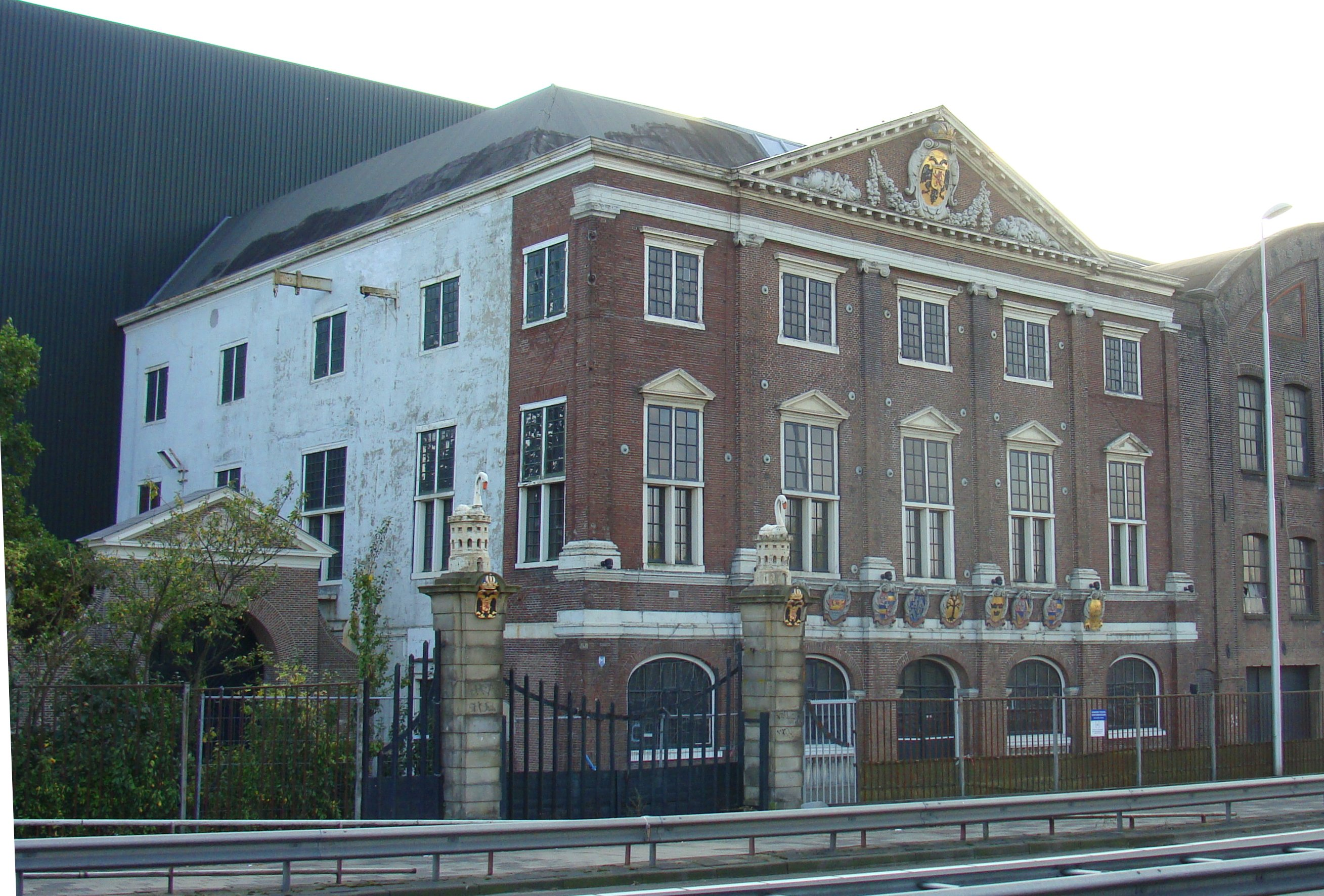
Huis Zwanenburg.
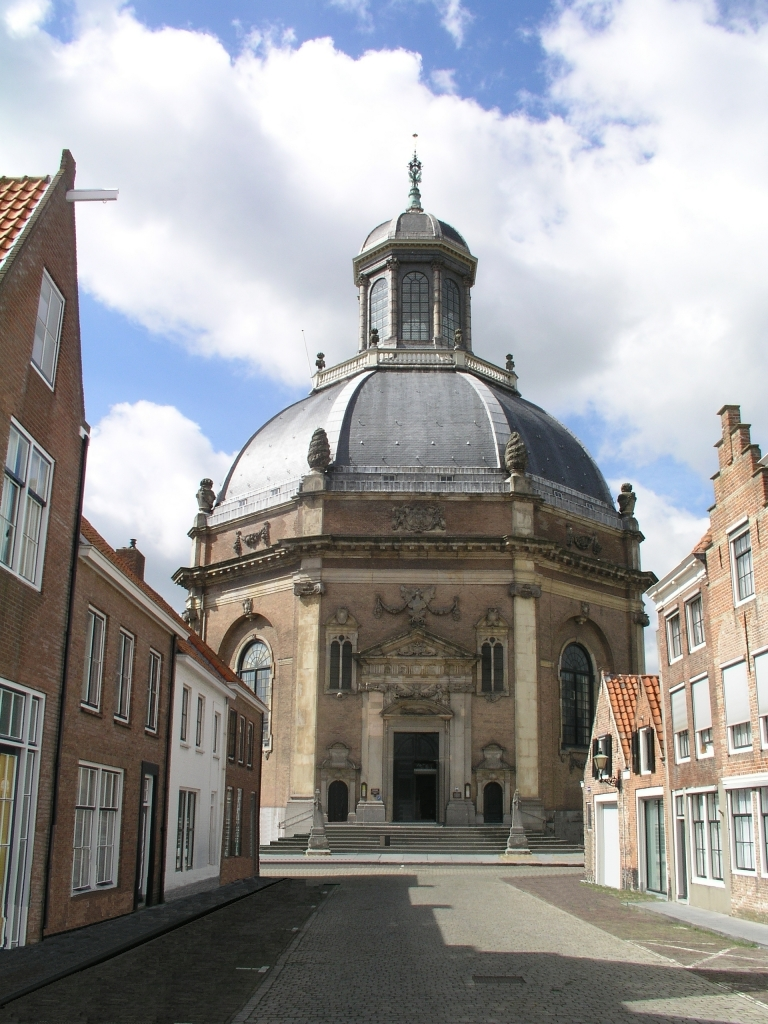
Oostkerk (Middelbourg).
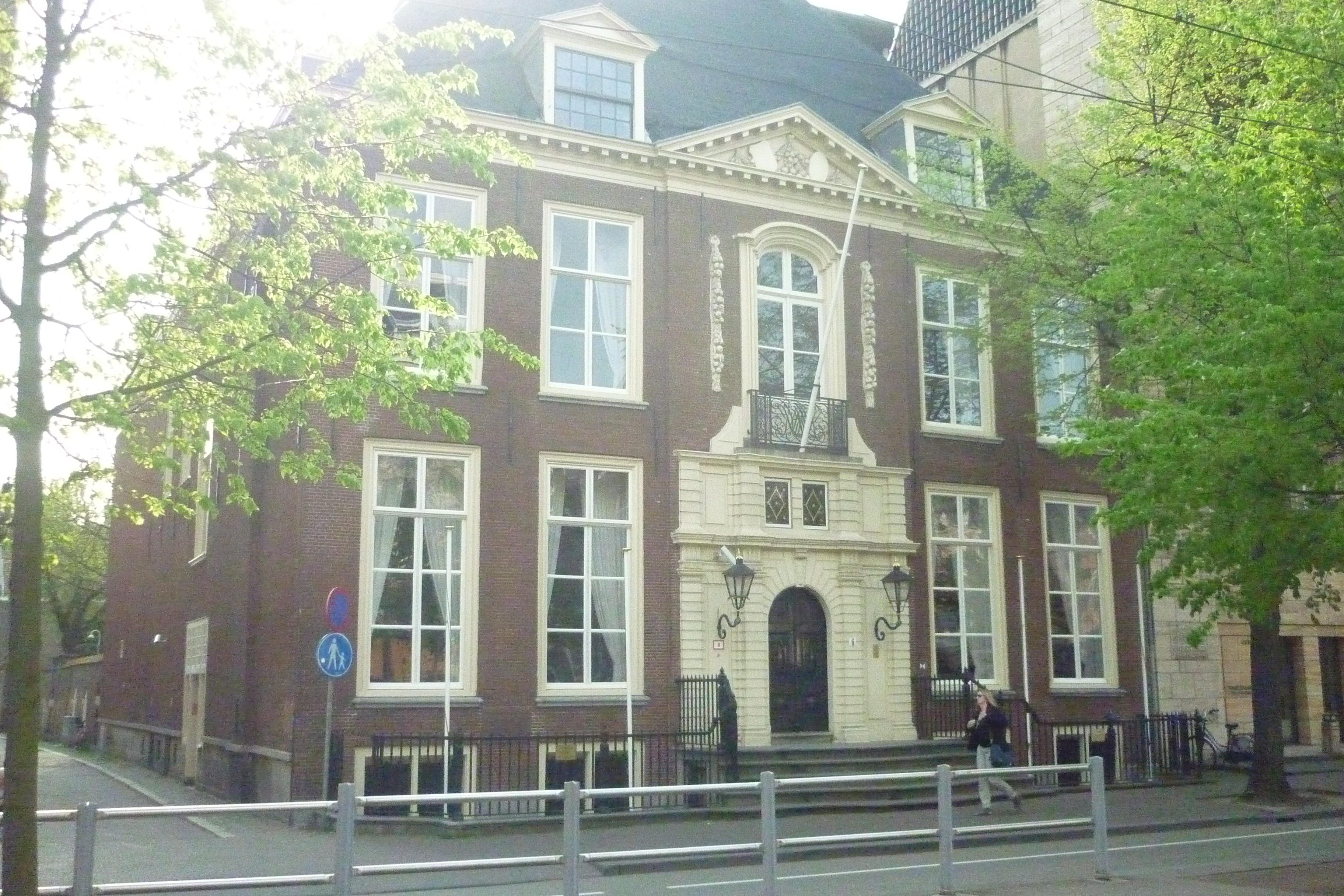
Johan de Witt-huis.
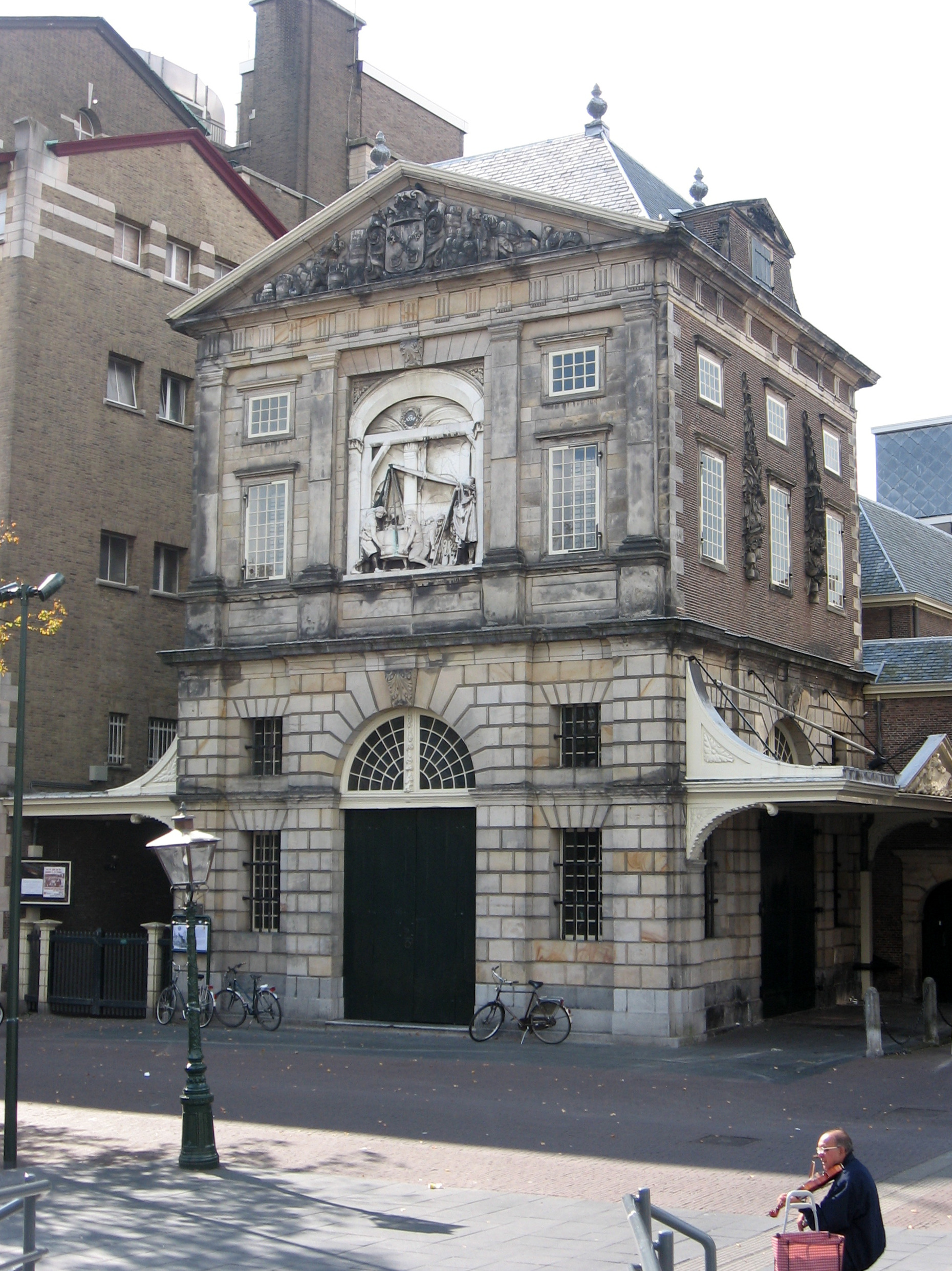
Le poids public (Leyde).
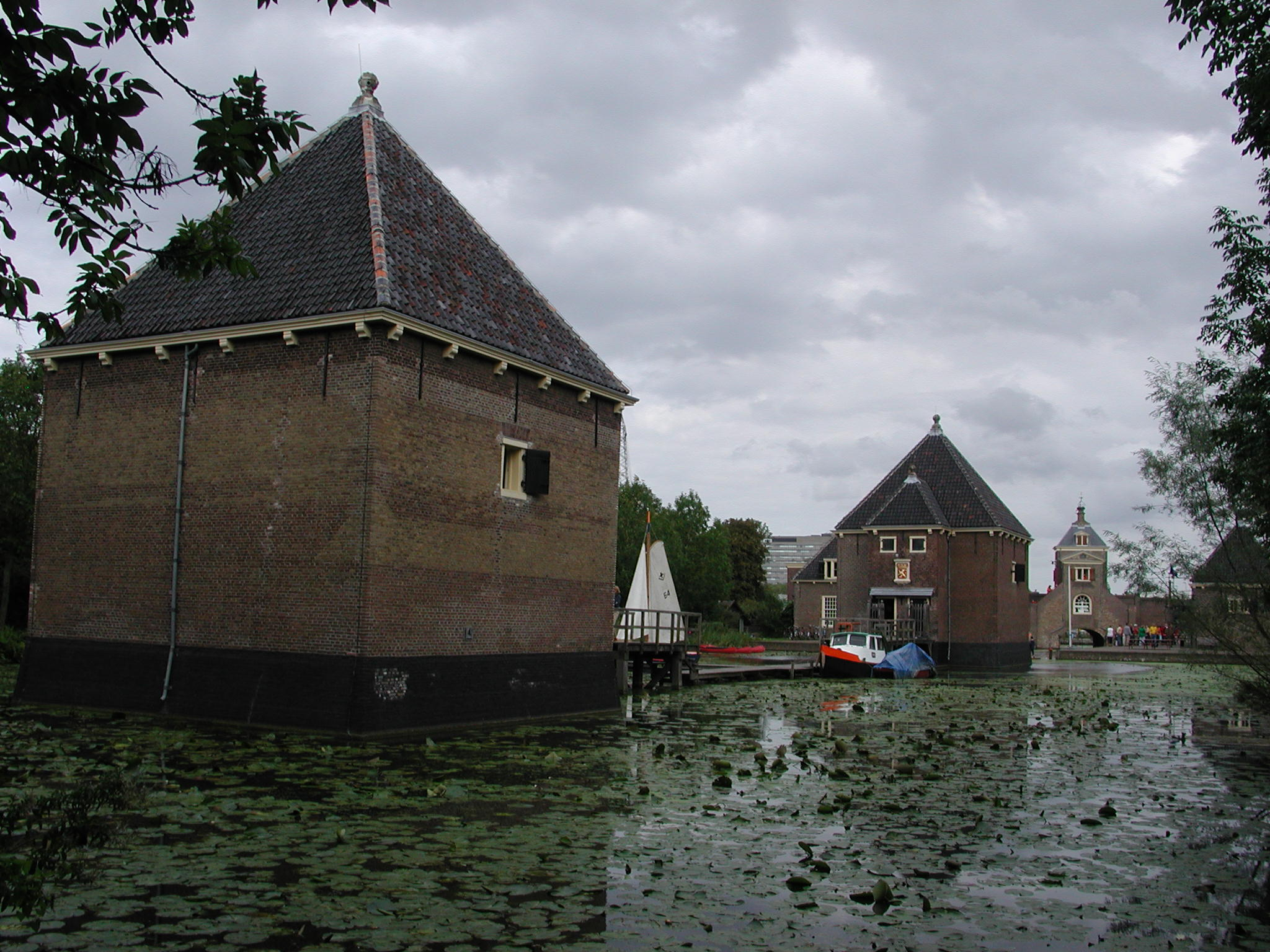
Kruithuis (Delft).
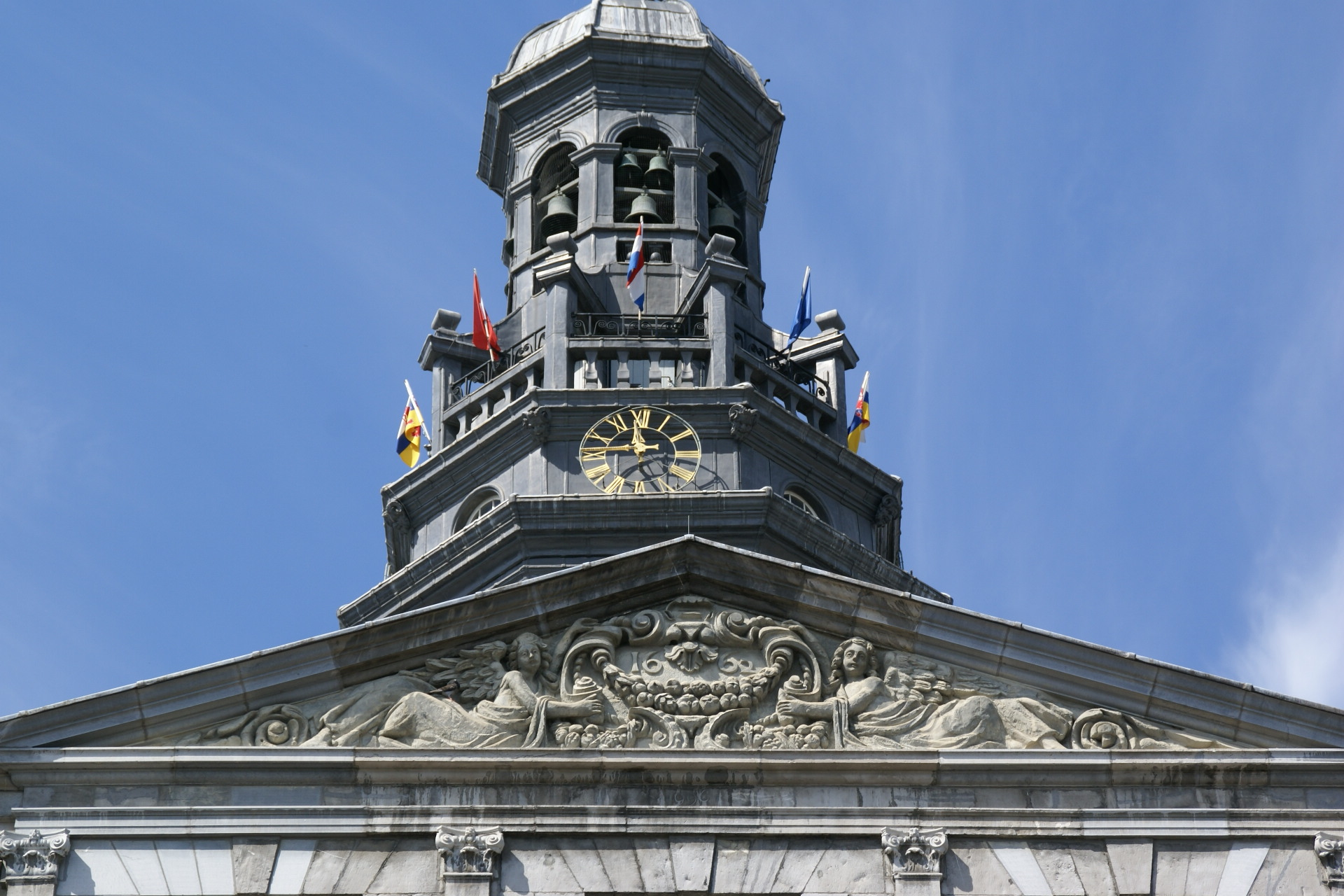
Hôtel de Ville de Maastricht.
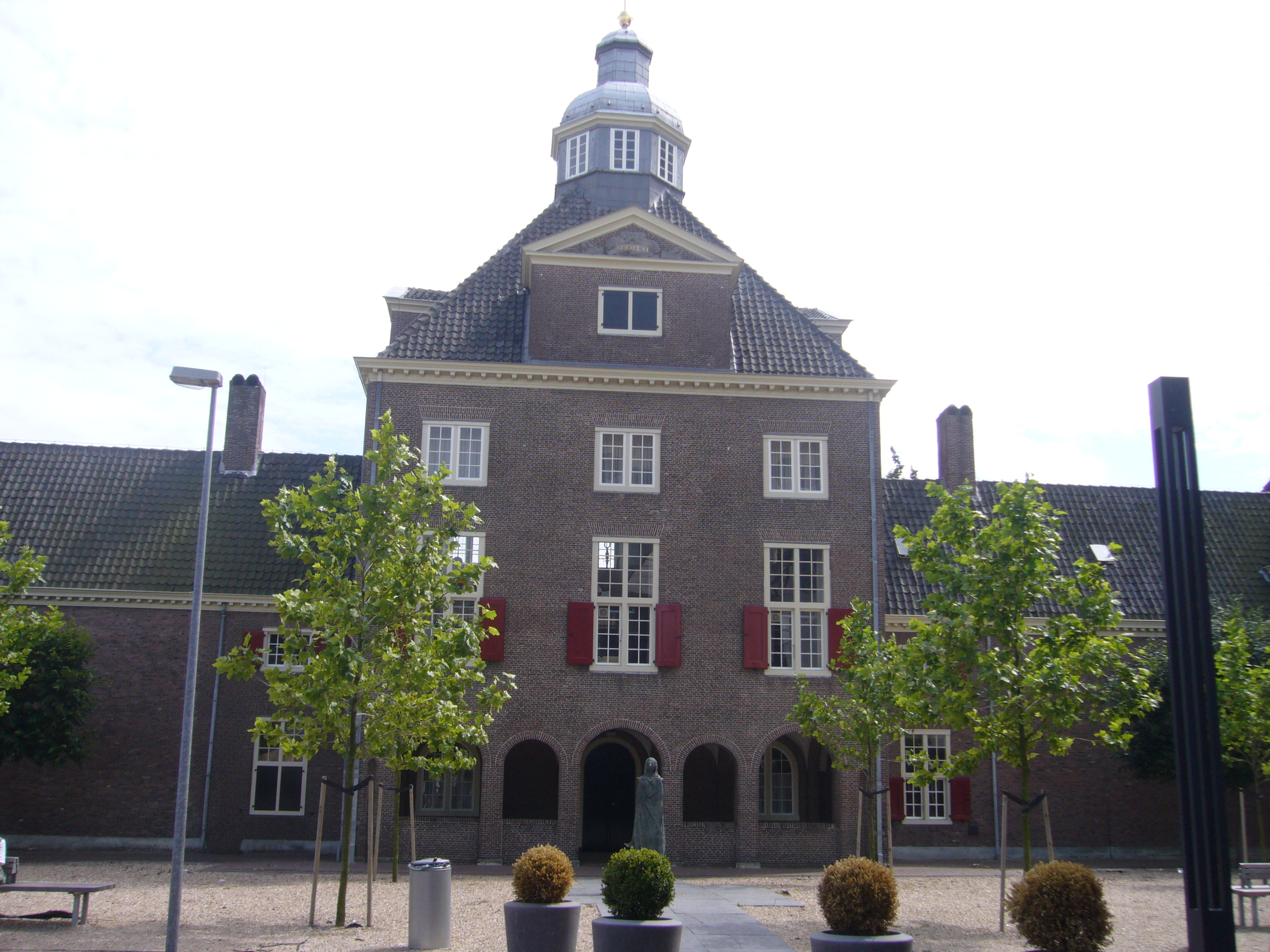
Hofje van Nieuwkoop.
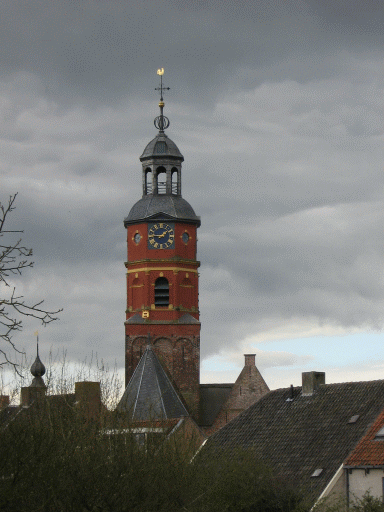
Église Saint-Lambert (Buren (Gueldre)).
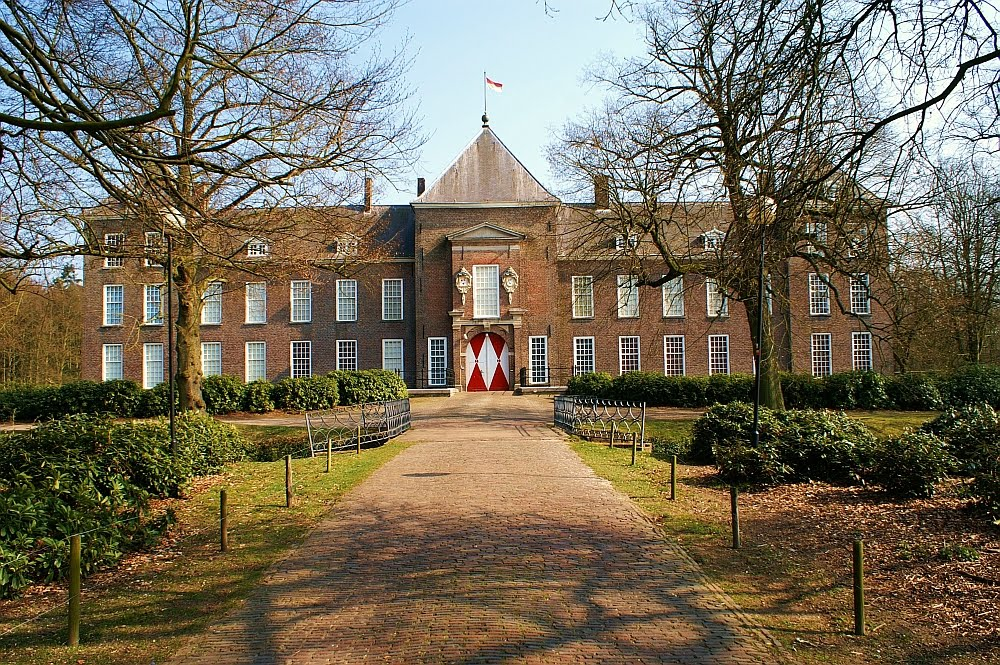
Château de Heeze.
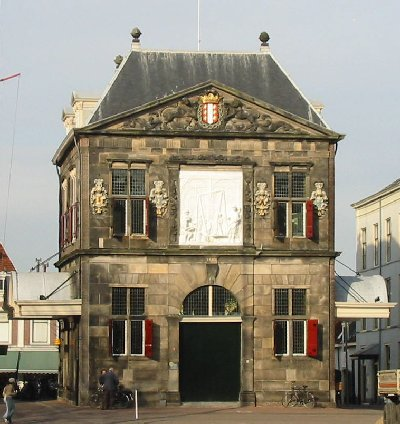
Le poids public pour le fromage (Gouda).